# Dương Trương Thiên Lý
Dương Trương Thiên Lý (sinh ngày 10 tháng 6 năm 1989 tại Đồng Tháp) là Á hậu 2 trong cuộc thi Hoa hậu Hoàn vũ Việt Nam 2008. Cô là người được lựa chọn trở thành đại diện của Việt Nam tham dự cuộc thi Hoa hậu Thế giới 2008 tại Johannesburg - Nam Phi.. Cô được chọn tham dự thay thế vì Hoa hậu Việt Nam 2008 Trần Thị Thùy Dung không được phép tham gia do chưa tốt nghiệp Trung học phổ thông và 2 Á hậu của cuộc thi cũng không được cấp phép tham dự cuộc thi.

## Tiểu sử
Dương Trương Thiên Lý sinh ra trong một gia đình có 4 thế hệ sống chung: ông bà cố, ông bà nội, ba mẹ và anh chị. Bố cô là giảng viên tại Đại học Khoa học Tự nhiên, mẹ là bác sĩ khoa mắt, anh trai và chị gái của Thiên Lý đã tốt nghiệp ngành y và kiến trúc tại Mỹ. Gia đình Dương Trương Thiên Lý sở hữu quán An, một địa chỉ ẩm thực nối tiếng tại khu Thanh Đa, Q. Bình Thạnh, Thành phố Hồ Chí Minh.
Từ tiểu học cô đã học trường song ngữ Việt-Pháp. Năm lớp 9 đã được sang Pháp 3 tuần trong một chương trình trao đổi văn hoá Việt-Pháp nên khả năng tiếng Pháp của cô khá tốt.
Thiên Lý là con út trong nhà, 10 năm học tại Việt Nam thì 9 năm là học sinh giỏi, riêng năm lớp 10 học chương trình cải cách nên cô chỉ đạt học sinh khá. Hết năm lớp 11, cô sang Mỹ du học và là người Việt duy nhất sống nội trú trong trường Trung học Athenian, Bắc Califonia.
Cô theo học ngành Truyền thông tại Đại học Saint Mary, Mỹ.

## Hoa hậu Hoàn vũ Việt Nam 2008
Đêm Chung kết Hoa hậu Hoàn vũ Việt Nam 2008 diễn ra tại Vinpearl Land, Nha Trang, Dương Trương Thiên Lý đã giành được ngôi vị Á hậu 2 của cuộc thi cùng danh hiệu Hoa hậu ảnh. Hoa hậu là Nguyễn Thùy Lâm, Á hậu 1 là Võ Hoàng Yến.

## Hoa hậu Thế giới 2008
Ngày 16 tháng 12 năm 2008 (3 ngày sau đêm chung kết Hoa hậu thế giới 2008), trang web Missworld công bố Dương Trương Thiên Lý đoạt danh hiệu "Hoa hậu được yêu thích nhất" (giải thưởng bình chọn qua mạng nhiều nhất)(Miss People's Choice). Mặc dù trước đấy Ban tổ chức Miss World thông báo rằng danh hiệu này sẽ được trao vào đêm chung kết cuộc thi (13 tháng 12) và người đoạt giải sẽ lọt vào vòng bán kết (top 15), nhưng sau đó ngay vài giờ trước đêm chung kết, giải thưởng này đã bị hủy bỏ, và Thiên Lý cũng không lọt vào Top 15 người đẹp nhất như kì vọng.
Theo lời kể của Thiên Lý, trong phần thi đánh golf nằm trong chuỗi hoạt động ngoài trời của Miss World 2008, cô đã được trao kỷ niệm chương "Người có cú đánh xa nhất".

## Gia đình
Tháng 8 năm 2011, cô kết hôn với Nguyễn Quốc Toàn (Tony Toàn), sinh năm 1970 tại Bình Định, Việt kiều Canada, con trai bà Trần Thị Hường Tư Hường, một doanh nhân giàu có, chủ Tập đoàn Hoàn Cầu và ngân hàng Nam Á. Hai người có một con trai.